# Wolfbrigade
Wolfbrigade (anciennement Wolfpack) est un groupe suédois de punk hardcore.

## Histoire
Le groupe est formé en 1995 sous le nom de Wolfpack ; Erik, Jocke et Frank avaient auparavant joué dans le groupe de death metal Obscure Infinity et dans plusieurs groupes de punk rock. Après le split-single avec Skitsystem, une tournée en Allemagne suit, à la suite de laquelle deux membres du groupe développent des conflits pour devenir chanteurs. En 1999, le groupe se rebaptise Wolfbrigade afin d'éviter toute confusion avec une organisation d'extrême droite du même nom, de plus, Micke prend la place de Jonsson au chant à cette époque. En 2002, le batteur Frank quitte le groupe pour des raisons familiales, Dadde prend sa place et a soutenu le groupe lors d'une tournée européenne qui suit avec Autoritär. Une tournée américaine suit en 2004. Le chanteur Johan se voit diagnostiquer une tumeur dans la gorge, qui est suivie d'une longue thérapie. Poffen, le chanteur de Totalitär, rejoint temporairement Wolfbrigade. Le groupe prévoyait de se séparer après ses concerts aux États-Unis en raison de la maladie du chanteur. Quatre membres jouent ensuite dans Today's Overdose.
En 2007, le groupe annonce sa reformation, Johan, le bassiste de Today's Overdose, remplaçant Marcus à la basse, et annonce un nouvel album qui serait enregistré au Sunlight Studio de Tomas Skogsberg. Le premier concert après la reformation a lieu à Stockholm en février 2007. L'album annoncé sort en 2007 sous le titre Prey to the World. Un split-7" annoncé avec Benediction n'est pas publié. L'album Comalive devait initialement être publié par le label américain Profane Existence, mais celui-ci cesse ses activités en 2008. En conséquence, le groupe annule également sa tournée américaine, dont le financement devait initialement être soutenu par Profane Existence. L'album est publié à la place par Farewell Records et La Familia Releases. En 2012, l'album Damned sort sur Southern Lord et La Familia Releases.

## Style musical
Le style musical de Wolfbrigade contient de nombreuses influences metal, et le groupe affirme compter parmi ses fans des membres de Marduk, Entombed et Centinex (il existe plusieurs photographies de l'ancien batteur de Marduk Fredrik Andersson portant un t-shirt Wolfpack). Le label discographique Maniac Attack Records, qui publie la version européenne de la réédition de In Darkness You Feel No Regrets, décrit le style de l'album comme « [a]npissé, furieux et sombre [...]. Au son classique brachial et dur de Wolfbrigade se mêlent des mélodies accrocheuses qui rongent rapidement le conduit auditif pour ne plus le quitter de sitôt. Le tout dans un son rugueux approprié [...] ». Le groupe cite comme influences le hardcore suédois, américain et britannique ainsi que le death metal suédois. Le batteur Dadde Stark cite comme influences du groupe le hardcore suédois comme Anti Cimex et le punk suédois plus mélodique comme Asta Kask, Strebers et Puke, ainsi que des éléments du hardcore américain et du crossover de groupes comme DRI, Circle Jerks, Poison Idea et le death metal comme Entombed, Napalm Death, les premiers morceaux d'At the Gates et « une bonne dose de Motörhead », mais il déclare qu'il avait l'impression que la plupart des groupes de metal étaient stupides ; il aimait leur musique, mais pas leur attitude.

## Discographie
- 1995 : Bloodstained Dreams (EP, sous Wolfpack)
- 1996 : A New Dawn Fades (LP, sous Wolfpack)
- 1997 : Hellhound Warpig (EP, sous Wolfpack)
- 1997 : Lycanthro Punk (LP, sous Wolfpack)
- 1998 : Split avec Skitsystem (EP, sous Wolfpack)
- 1999 : Allday Hell (LP, sous Wolfpack)
- 2001 : Split avec Audio Kollaps (EP)
- 2001 : Progression/Regression (LP)
- 2003 : The Wolfpack Years (Kompilation)
- 2003 : In Darkness You Feel No Regrets (LP)
- 2004 : A D-beat Odyssey (EP)
- 2007 : Prey to the World (LP)
- 2008 : Comalive (LP)
- 2012 : Damned (LP)
- 2017 : Run with the Hunted (LP)
- 2019 : The Enemy: Reality (LP)
- 2022 : Anti-Tank Dogs (EP)
- 2024 : Life Knife Death (LP)